# 578 TCN
578 TCN là một năm trong lịch La Mã.